# リプリーズ・ゲーム
『リプリーズ・ゲーム』（Ripley's Game）は、2002年のイタリア・イギリス・アメリカ合衆国のサスペンス映画。監督はリリアーナ・カヴァーニ、出演はジョン・マルコヴィッチとダグレイ・スコットなど。パトリシア・ハイスミスの1974年の小説『アメリカの友人』を原作としている。2002年9月2日にヴェネツィア国際映画祭で初公開された。
同一原作の映画化作品としては、西ドイツ・フランス合作の1977年の映画『アメリカの友人』がある（監督：ヴィム・ヴェンダース、主演：デニス・ホッパー）。
日本では劇場未公開だが、2007年4月25日にDVDが発売された。

## ストーリー
贋作の絵画を専門に商売をする犯罪者トム・リプリーは、ベルリンの仕事で数百万ドルを手に入れた。彼は初老のアメリカ人だが、稼いだ金でイタリアの由緒ある館を購入し、美しいハープシコード奏者の妻と優雅に暮らし始める。リプリーはプロの殺し屋ではないが、必要な場合は平然と人を殺す男だった。
ある日、犯罪仲間だったリーヴスが、リプリーに殺しを依頼して来た。リーヴスはベルリンでマフィアと縄張りを争っており、敵のボスを殺す計画を立てていたのだ。リプリーは一旦は断るが、足の付きにくい素人に依頼するという案を思いつく。
近所に住む額縁職人のジョナサン・トレヴァニーに白羽の矢を立てるリプリー。ジョナサンは骨髄性白血病で死期が近く、妻子の行く末を案じていた。その上、ジョナサンは最近リプリーの審美眼を辛辣に批判していたのだ。リプリーにとって、こうして気に食わない他人を操って犯罪者に仕立てることなど、単なるゲームに過ぎないはずだった。
面識のないリーヴスから突然「儲け話」で呼び出され、訳が分からないジョナサン。しかも依頼が殺人だと知り、彼は驚いて逃げ帰った。だが、報酬が上乗せされて10万ドルになったと聞くと、気持ちが揺らぎ、ジョナサンは殺しを請け負ってしまう。
ロシアン・マフィアのボス殺しは、あっけなく成功した。すると、リーヴスはジョナサンに更なる殺人を命じる。ボス殺しをマフィア同士の抗争にするために、ロシア系と対立するウクライナ系のボスも殺せと言うのだ。ここで降りれば、いずれジョナサンが犯人だと知られて、報復が家族にも及ぶと脅すリーヴス。ジョナサンは仕方なく、ウクライナ系のボス殺しも引き受けた。
二度目の殺人は素人のジョナサンにとって、荷が重すぎる仕事だった。しかし、思いがけないリプリーの手助けで、ウクライナ系マフィアの殺しも完了した。ところが、わずかな綻びからリーヴスの関与がマフィアに知られてしまった。ジョナサンと共に追っ手を迎え撃つリプリー。ゲームだったはずの計画は、血みどろの銃撃戦で終わる結果となったのだった。

## キャスト
※括弧内は日本語吹替
- トム・リプリー: ジョン・マルコヴィッチ（池田勝）
- ジョナサン・トレヴァニー: ダグレイ・スコット（小山力也）
- リーヴス: レイ・ウィンストン（小川隆市）
- サラ・トレヴァニー: レナ・ヘディ（相沢恵子）
- ルイーザ・ハラーリ: キアラ・カゼッリ（水野千夏）
- 美術商: ハンス・ツィッシュラー
- フランコ: パオロ・パオローニ（イタリア語版）

## 作品の評価
Rotten Tomatoesによれば、批評家の一致した見解は「ジョン・マルコヴィッチの期待通りにいやらしい演技に導かれ、『リプリーズ・ゲーム』はパトリシア・ハイスミスのベストセラーのソシオパスを見事に現実のものとしている。」であり、24件の評論のうち高評価は92%にあたる22件で、平均点は10点満点中7.3点となっている。

## 原作の訳書
- パトリシア・ハイスミス『アメリカの友人』 佐宗鈴夫訳、河出文庫、1992年、改版2016年